# Straden
Straden é um município da Áustria, situado no distrito de Südoststeiermark, no estado da Estíria. Tem 56,51 km² de área e sua população em 2019 foi estimada em 3.554 habitantes.